# Piper rothianum
Piper rothianum är en pepparväxtart som beskrevs av Frederick Manson Bailey. Piper rothianum ingår i släktet Piper och familjen pepparväxter. Inga underarter finns listade i Catalogue of Life.